# Pseudocloeon propinquum
Pseudocloeon propinquum är en dagsländeart som först beskrevs av Walsh 1863.  Pseudocloeon propinquum ingår i släktet Pseudocloeon och familjen ådagsländor. Inga underarter finns listade i Catalogue of Life.